# Sonoma Mission Inn
Fairmont Sonoma Mission Inn & Spa, en Sonoma, California, originalmente conocido como Boyes Hot Springs Hotel, es un hotel que data de 1927, ahora parte de Fairmont Hotels and Resorts. Es un hito histórico del condado de Sonoma y miembro de Historic Hotels of America.

## Uso previo
Está ubicado en Boyes Springs, un área de aguas minerales calientes subterráneas que se encuentran naturalmente y que los nativos americanos consideraban sagrada. El área fue desarrollada comercialmente por primera vez por el Dr. TM Leavenworth en 1840. Más tarde fue adquirido por el Capitán HE Boyes, cuya perforación en 1895 encontró agua de 112 grados a una profundidad de 70 pies, y que desarrolló el Boyes Hot Springs Hotel en unos pocos años. Ese hotel fue destruido con gran parte de Boyes Springs en un incendio forestal de septiembre de 1923.'

## Desarrollo
Se construyó en el rancho Bigelow de 360 acres. El contrato inicial para la construcción de un hotel estilo Misión española se firmó en noviembre de 1926. Cuando se inauguró en agosto de 1927, la propiedad se conocía como Boyes Hot Springs Hotel. El hotel fue desarrollado por Fred Partridge y Rudolph Lichtenberg a un costo informado de aproximadamente $ 600,000. Joseph L. Stewart fue el arquitecto y RW Littlefield fue el contratista.
El nombre se cambió en febrero de 1928 a Sonoma Mission Inn. El campo de golf y club de campo Sonoma Mission Inn de 238 acres se agregó en julio de 1928 y se construyó a un costo de más de $ 250,000. Un gran pabellón de baño con dos tanques auxiliares, cada uno con capacidad para 150 000 galones de agua, se inauguró en abril de 1930.

## Historia posterior
En 1930, Sonoma Properties Company, propietaria del hotel, se declaró en bancarrota, reportando pasivos por $710,500 y activos por $656,982.
Durante la Segunda Guerra Mundial, fue alquilado por la Marina para que sirviera como un "centro de descanso" para los marineros e infantes de marina que regresaban del servicio de combate en el Teatro Asia-Pacífico. En marzo de 1943, 90 veteranos de la campaña de Guadalcanal estaban estacionados en el hotel, pasando de una de las batallas más brutales de la historia de Estados Unidos a "un mundo imaginario de camas suaves, lujosas bañeras, un campo de golf privado, tartas de cereza, películas gratis, gaseosas, piscina y bailes con chicas en organdí esponjoso".
Volvió a su uso civil en octubre de 1945 y fue comprado ese mismo año por los hoteleros de San Francisco, EB Degolia y George T. Thompson. Después de un cierre temporal por una extensa renovación y remodelación, la posada reabrió en febrero de 1948. George Thompson se convirtió en el único propietario en ese momento.
En 1980 se sometió a una renovación de $ 4 millones después de que Ed Safdie lo comprara por $ 2,5 millones. Las mejoras continuaron en octubre de 1981 con la apertura de The Spa en el Sonoma Mission Inn. Para 1984, la inversión total de Safdie en la propiedad supuestamente ascendía a $10 millones.
Safdie vendió a Rahn Properties en 1985 por 16,5 millones de dólares. Rahn cerró por remodelación. Se reabrió en 1986 y Rahn informó que había gastado $ 35 millones en la compra, expansión y remodelación de la propiedad.
Posteriormente fue adquirido por Crescent Real Estate Equities, un REIT con sede en Dallas. En 2002, Crescent vendió una participación del 20% en la posada a Fairmont Hotels & Resorts. Fairmont se hizo cargo de la administración de la propiedad y la renombró como The Fairmont Sonoma Mission Inn & Spa.